# Línea P3 (AUVASA)
La línea P3 de AUVASA es una línea laboral. Cruza Valladolid de noroeste a este pasando por los barrios de La Victoria, Girón, Huerta del Rey, el centro de la ciudad y Pajarillos para finalizar en el polígono industrial de San Cristóbal.

## Frecuencias
| DÍA                | LUGAR DE SALIDA | HORARIOS DE SALIDA |
| ------------------ | --------------- | ------------------ |
| Laborables         | LA VICTORIA     | 5:15 y 6:15        |
| Sábados y festivos | SIN SERVICIO    | -                  |

- Durante el mes de agosto el único servicio sale a las 6:15.

## Paradas
| Hacia Polígono San Cristóbal                        | Correspondencia con líneas: |
| --------------------------------------------------- | --------------------------- |
| Pº Jardín Botánico esq. Brezo                       | P6                          |
| Pº Jardín Botánico fte. Jara                        | P6                          |
| Pº Jardín Botánico fte. 6                           | P6                          |
| Pº Jardín Botánico parc. 8 Centro Salud La Victoria | P6                          |
| C/ Fuente el Sol 21                                 | P6                          |
| C/ Júpiter fte. 12 esq. Comuneros de Castilla       | P6                          |
| Avda. Gijón 26 canal                                | P6                          |
| Avda. Gijón fte. Cristo Rey                         | -                           |
| C/ Enseñanza esq. Avda. Gijón                       | -                           |
| Avda. Las Contiendas 97                             | -                           |
| Avda. Los Cerros fte. 38 Antiguo Cine Castilla      | -                           |
| C/ Mieses 40                                        | -                           |
| C/ Barbecho 31                                      | -                           |
| C/ Rastrojo 6 Col. Giner de los Ríos                | -                           |
| Avda. Miguel Ángel Blanco 5 esq. Avda. Salamanca    | -                           |
| C/ Joaquín Velasco Martín 3 Col. La Inmaculada      | -                           |
| C/ Joaquín Velasco Martín 1 esq. Gloria Fuertes     | -                           |
| Pza. Poniente fte. Jorge Guillén                    | P6                          |
| Pza. Fuente Dorada                                  | P6                          |
| C/ López Gómez 13 esq. Fray Luis de León            | P6                          |
| C/ José María Lacort 6 esq. Pza. España             | -                           |
| Pza. Cruz Verde 5                                   | -                           |
| Pza. Circular 11 igl. Corazón de María              | -                           |
| Pº San Isidro 30 esq. Cádiz                         | -                           |
| Ctra. Soria esq. Pº Juan Carlos I                   | PSC2                        |
| Ctra. Soria Iveco                                   | PSC2                        |
| C/ Carraca fte. 41 esq. Ctra. Soria                 | PSC2                        |
| C/ Dulzaina 2 Hospital Río Hortega                  | PSC2                        |
| C/ Pirita esq. Esmeralda                            | PSC2                        |
| C/ Pirita 10                                        | PSC2                        |
| C/ Cobalto 28 esq. Pirita                           | PSC2                        |
| C/ Cobalto 42 esq. Galena                           | PSC2                        |
| C/ Cobalto fte. 69 esq. Topacio                     | PSC2                        |
| C/ Topacio fte. 33                                  | PSC2                        |
| C/ Topacio 2                                        | PSC2                        |
| C/ Topacio 42 fte. Plomo                            | PSC2                        |
| C/ Plomo 1                                          | PSC2                        |
| C/ Helio 4 esq. Acetileno                           | PSC2                        |
| C/ Helio 20 esq. Oxígeno                            | PSC2                        |
| C/ Helio esq. Nitrógeno                             | PSC2                        |